# Leo Riuttu
Leo Riuttu, född 5 juni 1913 i Tammerfors, död 4 augusti 1989 i Helsingfors, var en finländsk skådespelare.
Han tilldelades Pro Finlandia-medaljen 1964.
Han är begravd på Sandudds begravningsplats i Helsingfors.

## Filmografi i urval
- 1950 - Professori Masa
- 1951 – Kvinnan bakom allt
- 1952 - Omena putoaa
- 1953 - Siltalan pehtoori
- 1955 – Okänd soldat